# بخش کریم‌نگر
بخش کریم‌نگر (به انگلیسی: Karimnagar district) یک بخش در هند است که در آندرا پرادش واقع شده‌است.

## خصوصیات
بخش کریم‌نگر ۱۱٬۸۲۳ کیلومترمربع مساحت و ۳۸٬۱۱٬۷۳۸ نفر جمعیت دارد.